# Ia mana te nunaa
Ia mana te nuna'a (nom en tahitien, en français « Le pouvoir au peuple »), parfois abrégé en Ia mana, est un parti politique de Polynésie française, indépendantiste et d'orientation socialiste autogestionnaire, fortement influencé par l'idéologie marxiste, créé le 15 novembre 1975 par Jacqui Drollet. Il participe au gouvernement d'Alexandre Léontieff de 1987 à 1991. Il rejoint l'Union pour la démocratie en 2004 et il est alors étroitement associé aux gouvernements présidés par Oscar Temaru et son leader Jacqui Drollet sera successivement vice-président du Gouvernement de la Polynésie française, plusieurs fois ministre et président de l'Assemblée de la Polynésie française.

## Fondateurs
Le parti est créé en 1975 par quelques jeunes intellectuels polynésiens, rentrant de France métropolitaine où ils ont fait leurs études supérieures. À côté de Jacqui Drollet, les principaux membres fondateurs du parti sont : Henri Hiro et Duro Raapoto, tous deux étudiants en théologie protestante et sciences humaines, Alexandre Champes (docteur en médecine), Philippe Siu (biologiste marin), Jean-Paul Barral (professeur de physique) et Émile Teihotaata Mervin.

## Principes et idéologie
Ia mana te nuna'a affirme sa conviction que la libération de l'homme dépend non seulement de la reconnaissance formelle d'un certain nombre de droits politiques ou sociaux mais aussi de la réalisation des conditions économiques susceptibles d'en permettre le plein exercice. Il entend mettre en œuvre tout ce qui concourt à la souveraineté économique, culturelle et politique du Fenua Maohi (Terre polynésienne).
L'idéologie politique de Ia mana te nuna'a figurant en préambule de ses statuts, se fonde sur 
- la laïcité et la tolérance garantissant la liberté de conscience et le respect mutuel ;
- la mise en œuvre de tout ce qui contribue à la promotion de l’homme ; les moyens pour atteindre cet idéal étant la justice sociale visant à donner à chacun les mêmes chances de réussite et la justice fiscale visant à répartir équitablement l’impôt selon les revenus de chacun ;
- la souveraineté économique, culturelle et politique ;
- le développement durable à atteindre sur les plans structurel, économique et culturel ;
- le contrôle par les citoyens à tous les niveaux du pouvoir, avec une volonté de stabilité institutionnelle ;
- la recherche d'une pleine autonomie passant par la formation et l'éducation du peuple.

On peut néanmoins observer que ses principes ont fait avec le temps l'objet de certains glissements dans les relations souhaitées avec la France. Ainsi lit-on en 2017, sous la plume du secrétaire général sortant : « Ia mana te nuna'a considère que la Polynésie, pour atteindre son plein développement sur le plan structurel, économique, culturel et politique, doit réaliser avec l’aide de la France et de la communauté internationale un véritable décollage économique basé sur la mise en valeur des ressources propres du Pays au bénéfice du Peuple de Polynésie » ou encore « Ia mana te nuna'a, tenant compte des liens historiques, économiques et culturels entre la Polynésie et la France, souhaite que le Pays parvienne à une pleine autonomie. Dans cette perspective, la tâche prioritaire de Ia mana te nuna'a sera la formation et l’éducation du peuple », ce qui est dans le champ lexical des idées autonomistes plutôt qu'indépendantistes.

## Action politique
Créé en 1975, Ia mana te nuna'a opte pour une ligne prônant l'indépendance socialiste autogestionnaire à partir de décembre 1978. Il remporte ses premières victoires électorales aux élections territoriales du 23 mai 1985 avec l'élection de trois de ses membres, Jacqui Drollet et Jacky Van Bastolaer dans la circonscription des Îles du Vent et Peni Atger dans celle des Îles sous le Vent. Les mêmes militants sont réélus aux élections territoriales du 16 mars 1986. C'est au cours de cette décennie 1980 que le parti obtient ses plus forts résultats électoraux sous sa seule bannière. Aux législatives de 1981, Jacqui Drollet obtient 14,9% des suffrages dans la circonscription des archipels, aux élections territoriales de 1982 le parti obtient 9% des suffrages sur l'ensemble de la Polynésie. 
De 1987 à 1991, Ia mana participe pour la première fois à une coalition gouvernementale, celle dirigée par Alexandre Léontieff, homme politique plutôt classé à droite (il est alors député de la République, membre du Rassemblement pour la République). Jacqui Drollet est alors ministre de la santé. Dans cette alliance où il est le seul parti de gauche, le message du parti se brouille. D'indépendantiste il devient réformiste, mais ses partenaires ne sont ni autonomistes, ni anti-nucléaires et le Tavini Huiraatira parti indépendantiste d'Oscar Temaru, resté dans l'opposition en tirera durablement les bénéfices.
En 1991, handicapé par son expérience gouvernementale, un changement de mode de scrutin et la multiplication des petites listes, le parti n'a aucun élu à l'Assemblée territoriale.
À partir de 1994, Ia mana te nuna'a inaugure une politique d'alliance avec les autres partis indépendantistes autour du Tavini Huiraatira. Aux élections du 13 mai 1996 il n'a qu'un élu en la personne de Jacqui Drollet sous l'étiquette du Tavini. Il en est de même au scrutin du 23 mai 2004.
La nouvelle loi électorale, qui entre en vigueur en 2004, accorde une prime importante, en nombre de sièges, à la liste arrivant en tête. L'impact de cette prime dans la circonscription de Îles du Vent qui est la plus peuplée (dont l'île de Tahiti) ; engendre la victoire de l'Union pour la démocratie, grande coalition, dirigée par Oscar Temaru malgré une petite avance en voix. Dès lors Ia mana te nuna'a est un parti de la coalition gouvernementale dirigée par Oscar Temaru dans un premier temps de juin à octobre 2004, puis de nouveau après les élections partielles de la seule circonscription des Îles du Vent du 13 février 2005. Le parti obtient un poste de ministre vice-président dans les gouvernements successifs présidés par Oscar Temaru de juin à octobre 2004 puis de mars 2005 à décembre 2006.
Aux élections territoriales de janvier et février 2008, Jacqui Drollet est réélu comme représentant et Oscar Temaru devient président de l'Assemblée. Lorsque Oscar Temaru est élu comme nouveau président de la Polynésie, Jacqui Drollet succède à ce dernier à la présidence de l'Assemblée le 14 avril 2011 et ce jusqu'au 21 avril 2013.
Depuis le printemps 2013, Ia mana te nuna'a est dans l'opposition avec un seul élu.
En 2017, à l'occasion de l'élection présidentielle française, le parti soutient la candidature de Jean-Luc Mélenchon,.
Le 6 novembre 2017, lors de son congrès, le parti renouvelle en profondeur son bureau politique dorénavant dirigé par une nouvelle génération de militants, tandis que le dernier de ses dirigeants historiques quitte le champ politique.

## Communication
Ia mana te nuna'a publie épisodiquement une lettre d'information intitulée Te veà a te nunaa disponible sur sa page Facebook. Son site internet n'est plus accessible au 19 février 2018. Ses responsables politiques sont généralement très présents dans les médias polynésiens.